# 淡路美術協会
淡路美術協会（あわじびじゅつきょうかい）は、淡路島にある美術団体の1つの名称である。

## 概要
淡路島の中で、もっとも歴史ある美術団体で洋画、日本画、写真、彫刻／工芸、書道の5部門で形成される総合美術団体である。現在、38名の会員で形成される。さまざま芸術家が集まり結成され、現在は年に2回の会員展示と総会などが開かれている。毎年5月に一般公募の淡路美術協会公募展も開かれており、日本全国からの応募がある。最高賞の淡路美術協会賞を2,3度受賞すると、総会の決定により会員に推薦されるシステムをとっている。協会の歴史からみて、38名の会員数を考えると、その難易度は高い。

## 会員
洋画
- 大上栄子
- 小倉秀子
- 大松伸洋
- 谷口純也
- 柳裕子
- 山田収男

日本画
- 地白みつえ
- 的場哲也

写真
- 岸本秀文
- 島谷昭平
- 管　晃
- 谷村周慈
- 寺岡克己
- 永田誠吾
- 中野光祥
- 野水正糊
- 三尾光司
- 保居　暁

彫刻／工芸
- 小倉圓平
- 小倉麻衣子
- 桂　修
- 島崎

書道
- 太田小百合
- 大谷夕雲
- 大浜美幸
- 片山千富
- 久保晃代
- 坂井考次
- 立石麗華
- 長尾壽文
- 長尾洋子
- 西畠敏子
- 林　泊舟
- 廣井紀美
- 廣井織子
- 福田柴香
- 松浦小波
- 山形久美子